# Crossocerus pullulus
Crossocerus pullulus är en stekelart som först beskrevs av Ferdinand Morawitz 1866.
Crossocerus pullulus ingår i släktet Crossocerus och familjen Crabronidae. Arten har ej påträffats i Sverige.